# 1 E15 s
Za primerjavo različnih redov velikosti za različna časovna obdobja je na tej strani nekaj dogodkov, ki trajajo ali so trajali med 1015 in 1016 sekundami (32 milijonov in 320 milijonov let).
- krajši časi
- 34,7 milijona let – razpolovni čas niobija-92
- 36 milijonov let – čas od konca eocena in začetka oligocena, starost skupine opic Starega sveta.
- 40 milijonov let – približen čas od trka Avstralije z Azijo, starost skupine Catarrhini.
- 65 milijonov let – čas od množičnega izumiranja ob koncu krede (zadnje obdobje mezozoika) in začetka terciarja (prvo obdobje kenozoika), starost reda Haplorrhini.
- 135 milijonov let – čas od konca jure in začetka krede.
- 195 milijonov let – čas od konca triasa in začetka jure, obdobja prvih sesalcev.
- 225 milijonov let – čas od konca perma (zadnje obdobje paleozoika) in začetka triasa (prvo obdobje mezozoika).
- 250 milijonov let – galaktično leto - čas, v katerem Sonce in Osončje obkrožita središče naše Galaksije.
- 280 milijonov let – čas od konca karbona in začetka perma.
- daljši časi